# Berthold Walther
Berthold Walther (* 28. Mai 1905 in Oldenburg; † 24. August 1978 ebenda) war ein deutscher Jurist und Landrat von Meppen.

## Leben
Walther studierte Rechtswissenschaften an der Georg-August-Universität Göttingen. Dort wurde er 1924 Mitglied der Burschenschaft Holzminda. 1929 absolvierte er sein Referendariat in Celle und bestand 1934 sein Examen in Oldenburg. Bereits zum 1. Mai 1931 war er der NSDAP beigetreten. Danach kam er als Assessor ans Polizeipräsidium nach Gleiwitz und ging 1936 zum Landrat in Trier, bevor er von 1937 bis 1939 als Regierungsrat ständiger Vertreter des Landrats in Osnabrück wurde. Ab Juni 1940 arbeitete er als stellvertretender Landrat in Meppen, wo er im Oktober 1941 endgültig zum Landrat ernannt wurde und dieses Amt, durch einige Wehrdienst-Einsätze unterbrochen, bis 1945 ausübte.
Nach Kriegsende wurde er bis 1946 in britischen Lagern in Esterwegen und Fallingbostel interniert, wovon er sich nicht mehr erholte und in Folge krankheitsbedingt um seine Pensionierung nachsuchte. 1965 war er in der Buchdruckerei und im Verlag seines Vaters tätig. Er starb 1978 in seiner Heimatstadt Oldenburg.